# Tanju Kirjakov
Tanju Christov Kirjakov (bulharsky Таню Христов Киряков, * 2. března 1963 Ruse) je bývalý bulharský reprezentant ve sportovní střelbě, specialista na pistolové disciplíny.
Střelbě se věnoval od čtrnácti let pod vedením svého otce Christo Kirjakova. Vystudoval tělovýchovu na Sofijské univerzitě a stal se členem klubu Levski Sofia. Zúčastnil se šesti olympijských her, jedenáctkrát se umístil v první desítce a získal tři medaile: zlato na 10 m vzduchová pistole v roce 1988, bronz ve stejné disciplíně v roce 1996 a další zlato na 50 m libovolná pistole v roce 2000. Třikrát se stal mistrem Evropy – 1998 a 2006 ve vzduchové pistoli a 2007 v libovolné pistoli. Vyhrál finále světového poháru v letech 1988 a 1991.
V letech 2013 až 2014 byl poslancem Národního shromáždění za Koalici pro Bulharsko.
Jeho manželka Nadežda Georgievová se věnovala atletice a stala se vicemistryní Evropy ve sprinterské štafetě.

## Výsledky
- LOH 1988: 1. místo vzduchová pistole, 4. místo libovolná pistole
- LOH 1992: 7. místo vzduchová pistole, 8. místo libovolná pistole
- LOH 1996: 3. místo vzduchová pistole, 20. místo libovolná pistole
- LOH 2000: 8. místo vzduchová pistole, 1. místo libovolná pistole
- LOH 2004: 4. místo vzduchová pistole, 7. místo libovolná pistole
- LOH 2008: 9. místo vzduchová pistole, 6. místo libovolná pistole